# 닉 마르티네스
닉 마르티네스(Nicholas Andres Martinez, 1990년 8월 5일~)는 미국 프로야구 신시내티 레즈의 선수이다.
2014년부터 2017년시즌까지 미국 메이저리그에서 텍사스 레인저스 선발 투수로 뛰다가, 2018년 일본 프로야구 홋카이도 닛폰햄 파이터스와 계약을 하였다. 일본 무대 첫해 10승 11패 방어울 3,51을 기록했다. 2021년 시즌 후쿠오카 소프트뱅크 호크스로 팀을 옮겼다. 2020 하계 올림픽 미국 야구 대표팀 선발 투수로 뛰었다.